# Comuna Koverdîna Balka, Șîșakî
Koverdîna Balka (în ucraineană Ковердина Балка) este o comună în raionul Șîșakî, regiunea Poltava, Ucraina, formată din satele Hrebeneakî, Koverdîna Balka (reședința), Maslivți și Șvadronî.

## Demografie
Componența lingvistică a comunei Koverdîna Balka
     Ucraineană (96,28%)
     Rusă (1,29%)
     Alte limbi (0,14%)
Conform recensământului din 2001, majoritatea populației comunei Koverdîna Balka era vorbitoare de ucraineană (96,28%), existând în minoritate și vorbitori de rusă (1,29%).